# Ha-Goren
Ha-Goren („Die Tenne“) ist eine von Samuel Aba Horodezky (1871–1957) in Berditschew (Russisches Kaiserreich) herausgegebene hebräisch-wissenschaftliche Zeitschrift für Judaistik, die seit 1897 in unregelmäßigen Abständen veröffentlicht wurde.
Horodezky war 1892 nach Berditschew gezogen, wo er mit der Herausgabe der ersten hebräischen Zeitschrift in Osteuropa begann, die sich dem Judentum widmete. Von 1897 bis 1928 erschienen insgesamt 10 Ausgaben. In dieser Zeitschrift veröffentlichte er selbst Artikel über Rabbiner, ihr Leben und ihre Weltanschauung sowie über den Chassidismus.
Sie stellte eine literarisch-wissenschaftliche Sammlung dar, zu der zahlreiche Schriftsteller und Gelehrte beitrugen und worin Horodezky die meisten seiner eigenen Abhandlungen über den Chassidismus und seine Monographien über rabbinische Persönlichkeiten veröffentlichte.
Unter anderem erschien von Horodezky im ersten Jahrgang ein kurzer Aufsatz (S. 95–99) über „R. Schlomo Luria (Raschal) und die Kabbala“.